# マティルデ・フランツィスカ・アネケ

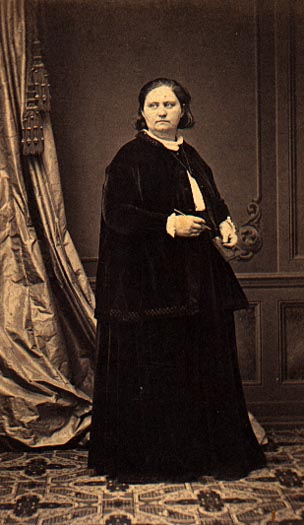
マティルデ・フランツィスカ・アネケ

マティルデ・フランツィスカ・アネケ（Mathilde Franziska Anneke, 1817年4月3日ヒディンクハウゼン、オーバーレファリンクハウゼン庄（現シュプロックヘーフェル） ‐ 1884年11月25日ウィスコンシン州ミルウォーキー）は、ドイツ人著作家、ジャーナリスト、アメリカ合衆国における女性運動指導者の一人。

## 生涯

### ヴェストファーレンのカトリック市民の娘、ロマン主義作家（1817年‐1847年）

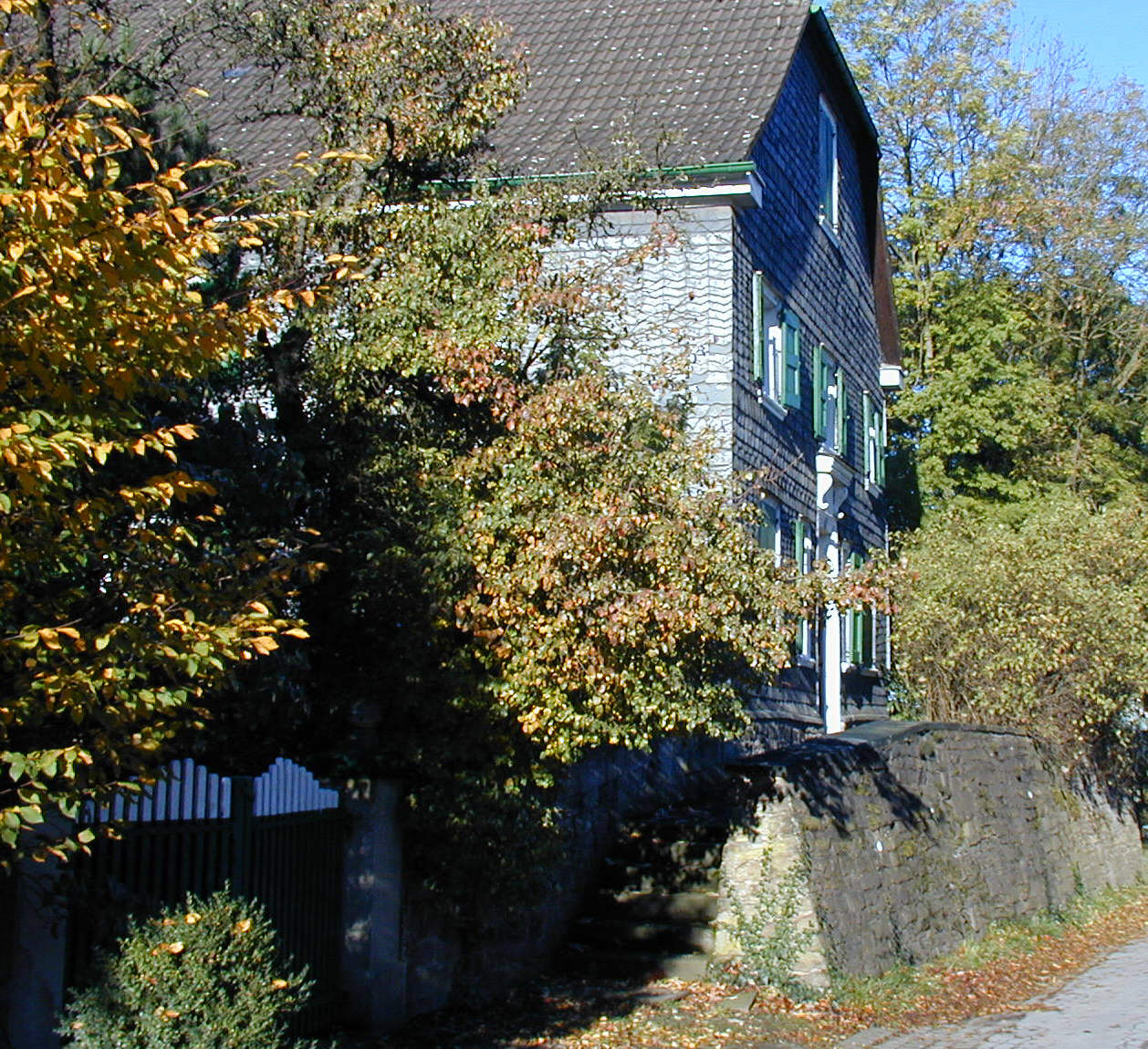
マティルデ・フランツィスカ・アネケの生家

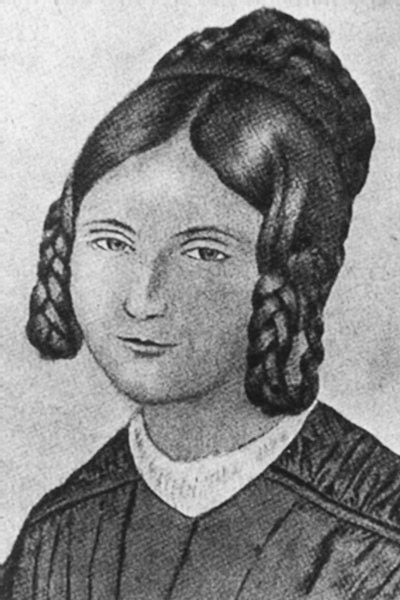
23歳のマティルデ

マティルデ・フランツィスカ・フォン・アネケは富裕な鉱山経営者カール・ギースラーとその妻エリーザベト・ヒュルスヴィットがもうけた12人の子供たちの長女として生まれた。家庭教師によって教育を受けた彼女は保守的なカトリック教徒として育てられた。同時代人の意見では、教養あり、愛らしく、若いうちからすでに身長180センチの堂々たる風采を持っていたという。
1820年一家はブランケンシュタインに、1834年にはハッティンゲンに引っ越した。このころ父が鉄道会社に投資して財産を失い、一家は財政的問題を抱えていたが1836年ミュールハイム・アン・デア・ルールのワイン商アルフレート・フィリップ・フェルディナント・フォン・タンブイヨがマティルデに求婚し、彼女はこの打算的結婚を承諾した。タンブイヨは両親の借金を肩代わりし、ギースラー家は貴族の称号を手に入れたのである。
1837年11月27日には娘のファニー（ヨハンナ）が生まれた。1837年12月マティルデは娘とともに暴力を振るう夫の元を去り両親の元に帰った。離婚訴訟は1838年から1841年まで続き、妻の側に非があったとされながらも、娘の養育権と旧姓を名乗る権利を認められて終了した。
離婚したマティルデはミュンスターに住んだ。彼女はここで作家として活動し、アネッテ・フォン・ドロステ＝ヒュルスホフのサロンに属した。この時期カトリックの信仰は彼女にとって大きな慰めとなり、女性向けの祈祷書を出版している。1840年マティルデは個人でではなくフェルディナント・フライリヒラート、ニコラウス・レーナウ、バイロン卿、そしてアネッテ・フォン・ドロステ＝ヒュルスホフと共に詩集を出版した。そのかたわらジャーナリストとしても活動し、『ケルン新聞』や、当時ドイツ語の新聞で最も有名だった『アウクスブルク一般新聞』などに書いている。この新聞にはハイネも寄稿していた。

### ケルンの女権擁護者にして革命的社会主義者（1847年‐1849年）
ミンデンにおける民主主義者の集会でマティルデは将来の夫となるフリッツ・アネケと出会った。フリッツはこの時ミュンスターに駐在する歩兵少尉で、1847年に決闘拒否によってプロイセン軍を不名誉除隊で追われていた。マティルデとアネケとのミュンスター時代からの共通の知人が、少壮の学生フリードリヒ・ハマハーで、彼は後にルール地方の経済的リーダーになった。またその妻とマティルデは後のアメリカ時代に至っても活発な文通を交わしている。1847年6月3日マティルデとフリッツは結婚しケルンに居を定めた。ケルンで彼女はすぐに共産主義的・芸術的団体の中心人物となり、そこから後にケルン労働者団体が設立された。1847年6月26日マティルデの父が死去した。マティルデは夫を通じて政治に関係するようになった。また、カール・マルクスやフリードリヒ・エンゲルスらと知り合い、他にもゲオルク・ヘルヴェーク、フェルディナント・ラサールなどの知遇を得た。またヘルヴェークを通じて黄金虫同盟のメンバーとも知り合っている。アネケ一家は後に政治的シオニズムの創始者となるモーゼス・ヘスとも親しい関係にあった。

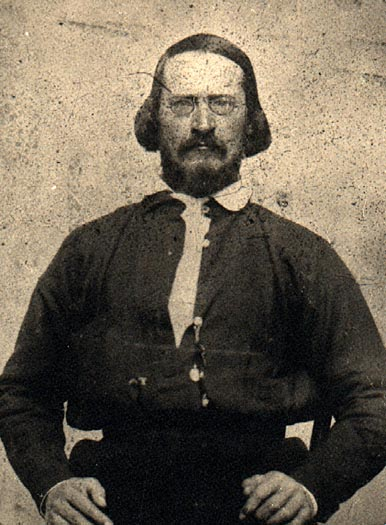
フリッツ・アネケ

1848年7月3日、フリッツ・アネケが捕らえられた時、マティルデはケルンで新ケルン新聞を創刊するところだった。（第一号は9月10日発行）新ケルン新聞はすぐに検閲の犠牲となったがマティルデ・フランツィスカは「婦人新聞」（9月27日第一号発行）と偽装した紙名で続けたがこれもまた第三号で発行停止となった。カール・マルクスが1849年ケルンから追放されて新ライン新聞が発行を禁止された時、マルクスはその最終号でマティルデ・フランツィスカが出版する刊行物を読者に推薦している。
さらに重要なこととして、マティルデ･フランツィスカは1848年7月21日に息子のフリッツを生んでいる。1848年12月23日には夫のフリッツがベルリンの賞賛を呼び起こした法廷で無罪を言い渡された。

### プファルツとバーデンにおける帝国立憲闘争の女将校（1849年）
1849年のプファルツとバーデンにおける帝国立憲闘争の間、フリッツ・アネケはプファルツ人民軍の砲兵隊約1200人を指揮し、副官にカール・シュルツがついた。シュルツのような同時代の証言によると、特に目を見張るべきものはアネケの愛らしい細君で、夫の伝令・使者として傍にあったという。バーデンとプファルツにおける戦いの体験についてマティルデは後に1冊の本を著している（下記参照）。アネケ夫妻は人民軍左派に属しており、グスタフ・シュトルーフェやヴィルヘルム・リープクネヒト、フリードリヒ・エンゲルスらと近かった。アネケ夫妻は彼らと共にバーデン革命政府に短期間拘束されたが、それは優勢なプロイセンとの妥協を拒んだからで、そうすれば元プロイセン軍将校のアネケは大逆罪で処刑されるおそれがあった。1849年7月23日プロイセン軍がラシュタット要塞を占領した時、アネケ夫妻はケルン時代の友モーゼス･ヘスを頼ってシュトラースブルクへ行き、そこからスイスへと逃亡した。2人は多くの1848年の革命f家たちと共に同年10月、ル・アーヴルからアメリカ亡命の途についた。

### 女権運動家、校長、反奴隷制活動家（アメリカ合衆国、1849年―1884年）
1949年11月アネケ夫妻はニューヨークに上陸し、1850年3月にはミルウォーキーに居を定めた。ドイツの政治と文学に関する講演を行ってマティルデは生計を立て、またアメリカとドイツのドイツ語新聞通信員にもなった。同年8月20日次男のパーシー・シェリー・アネケが生まれている。
1851年マティルデ･フランツィスカは母と二人の妹ヨハンナ、マリーアをミルウォーキーに招き、1852年4月1日ミルウォーキーでドイツ語の女性新聞第一号を発行した。この新聞は男女同権を目的とした急進的新聞で、この発行によってマティルデはほぼ全てのドイツ語新聞から侮蔑と嘲笑を買うことになったが、エリザベス・キャディー・スタントンとスーザン・B・アンソニーは彼女に注目した。
1852年秋マティルデはニュージャージー州に引越し、1853年12月6日ニューヨークで、ある女性会議に初めて参加した。この時期彼女はアメリカの女権運動とも接点を持つようになっており、このニューヨークの会議で禁酒やナショナリズム、教権主義、男女不平等などに対する激しい演説を行った。また、そのすぐ後からドイツ語メディアで新聞記事や短い物語などを通じて反奴隷制をうたい、奴隷廃止運動を支える活動を始めている。

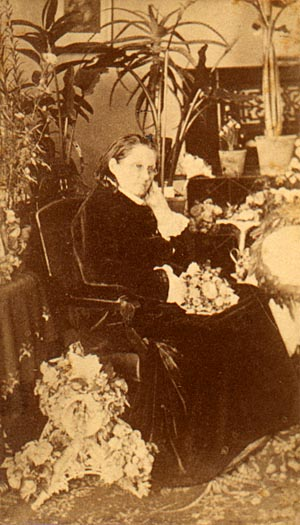
晩年のマティルデ

1855年12月5日には双子の姉妹ヘルタとイアラをもうけたが、1858年3月6日長男フリッツとイアラを天然痘で失った。夫のフリッツ・アネケが家族に種痘を受けさせることを拒んだためだったが、この時代の衛生事情を考えればそれは理解できないことではない。
1858年3月アネケ夫妻はミルウォーキーに戻り、それからちょうど一年後フリッツ・アネケはヨーロッパに出発した。1860年6月21日マティルデは重い肝臓病を患っていながら夫を追ってスイスに来た。1861年9月23日フリッツがアメリカ合衆国に戻った時二人は別れたが法的には離婚しなかった。アメリカ合衆国に帰るまでの間マティルデはジャーナリストとして活動し、メアリー・ブースを支援した。
1865年7月または8月にマティルデはミルウォーキーに戻り、その4週間後に友人のツェツィーリア・カップと共にミルウォーキー女子協会を設立した。カップは後にヴァッサー大学教授となった人物でフリードリヒ・カップの従姉妹だった。この女子校では授業は全てドイツ語で行われ、設立から18年間活動した。
1865年12月マティルデの母が死亡した。1869年マティルデはウィスコンシン婦人参政協会の共同設立者の一人となったが、この協会のために彼女は何回も全国婦人参政協会の会議に出席し、最初の副会長に選ばれた。
1872年12月6日、夫のフリッツ･アネケがシカゴで死亡した。マティルデは卒中が原因で1876年7月に右手が麻痺し、それ以降の著述は口述筆記によった。同年秋に長女のファニーが死亡した。
1880年6月5日ミルウォーキーで女性会議に出席して非常に注目された演説を行ったが、これがマティルデが人前に出た最後になった。1884年11月25日マティルデはミルウォーキーで67歳で死亡したが、埋葬式ではチャールズ・ヘルマン・ボッペが感動的なスピーチを行った。彼女の墓はミルウォーキー森の家墓地15区3番2号にある。
1988年11月10日ドイツ連邦郵便局はマティルデ・フランツィスカ・アネケを称えて切手（Mi827）を発行した。

## 著作
- キリストの永遠なる父に対する喜びの時（1837）
- ちぎられた鎖（1844）；アメリカ合衆国における奴隷制に反対する文章。1983年にシュトゥットガルトでハインツ社から復刻版。Die gebrochenen Ketten, Stuttgart, Akademischer Verlag Hans-Dieter Heinz, 1983, ISBN 3880996105
- 幽霊屋敷 (1848)
- 故郷の挨拶(1840)
- ある女性のバーデン・プファルツ戦回想(1853) ;1982年にミュンスターでテンデ社より『母国』の題名で復刻版。 Mutterland, Münster, Tende, 1982, ISBN 3-88633-045-1
- オイトノ、または神殿奉献(1842）
- ゴットシャルク、アネケおよびエッサーに対する政治的傾向を持った裁判（1848)
- 社会環境との葛藤の中にある女性（1847)